# Karel van Hohenzollern-Haigerloch
Karel van Hohenzollern-Haigerloch (Haigerloch, 1588 - Überlingen, 9 maart 1634) was van 1620 tot aan zijn dood graaf van Hohenzollern-Haigerloch. Hij behoorde tot het huis Hohenzollern.

## Levensloop
Karel was de tweede zoon van graaf Christoffel van Hohenzollern-Haigerloch en Catharina van Welsperg, dochter van vrijheer Christoffel van Welsperg.
Na het vroege overlijden van zijn vader werd hij onder de voogdij geplaatst van zijn ooms, graaf Eitel Frederik I van Hohenzollern-Hechingen en graaf Karel II van Hohenzollern-Sigmaringen. Hij besloot een militaire loopbaan te volgen. Op 25 maart 1618 huwde hij met gravin Rosamunde van Ortenburg (overleden in 1636). Het huwelijk bleef kinderloos. In 1620 volgde hij zijn kinderloos gestorven oudere broer Johan Christoffel op als graaf van Hohenzollern-Haigerloch.
In januari 1633 vluchtte Karel voor het geweld van de Dertigjarige Oorlog van zijn slot in Haigerloch naar de Burg Hohenzollern, die kort daarna door Zweedse troepen bezet werd. Karel kreeg het recht om het kasteel vrijwillig te verlaten. Vervolgens trok hij naar het keizerlijke leger in Überlingen om tevergeefs hulp te vragen voor de ontzetting van de Burg Hohenzollern. In maart 1634 stierf hij in een plaatselijk gasthuis van de keizer.
Omdat Karel kinderloos gebleven was, ging Hohenzollern-Haigerloch na zijn dood naar zijn neef, vorst Johan van Hohenzollern-Sigmaringen.